# Barry Horne (calciatore)
Barry Horne (St Asaph, 18 maggio 1962) è un ex calciatore gallese, di ruolo centrocampista.

## Carriera

### Club
Ha giocato nella massima serie del campionato inglese con Southampton, Everton e Sheffield Wednesday.

### Nazionale
Ha giocato 59 partite con la nazionale gallese dal 1987 al 1997.

## Palmarès

### Club

#### Competizioni nazionali
- Coppa del Galles: 1

Wrexham: 1985-1986
- Coppa d'Inghilterra: 1

Everton: 1994-1995
- Community Shield: 1

Everton: 1995